# St-Martin (Triel-sur-Seine)

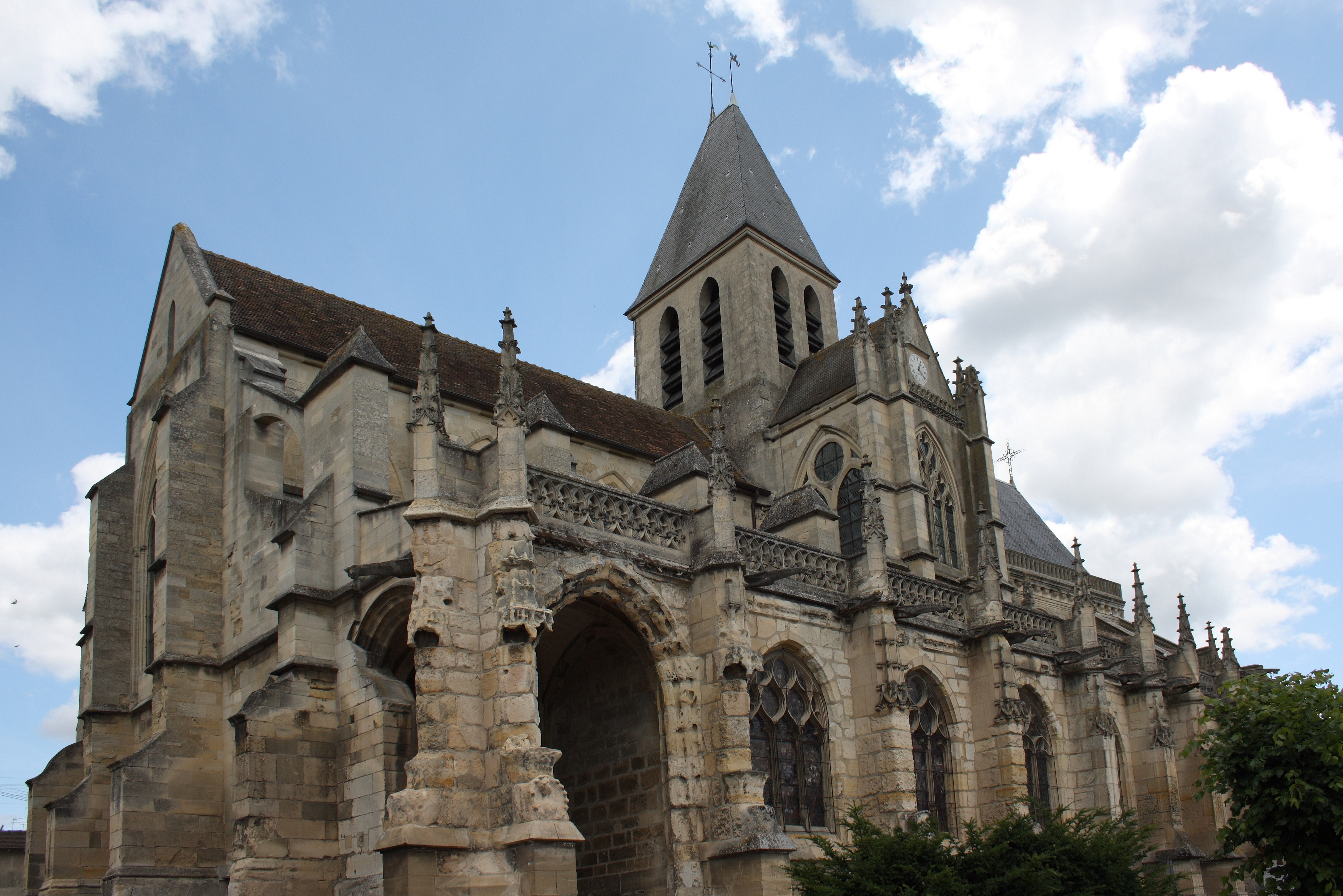
Pfarrkirche Saint-Martin

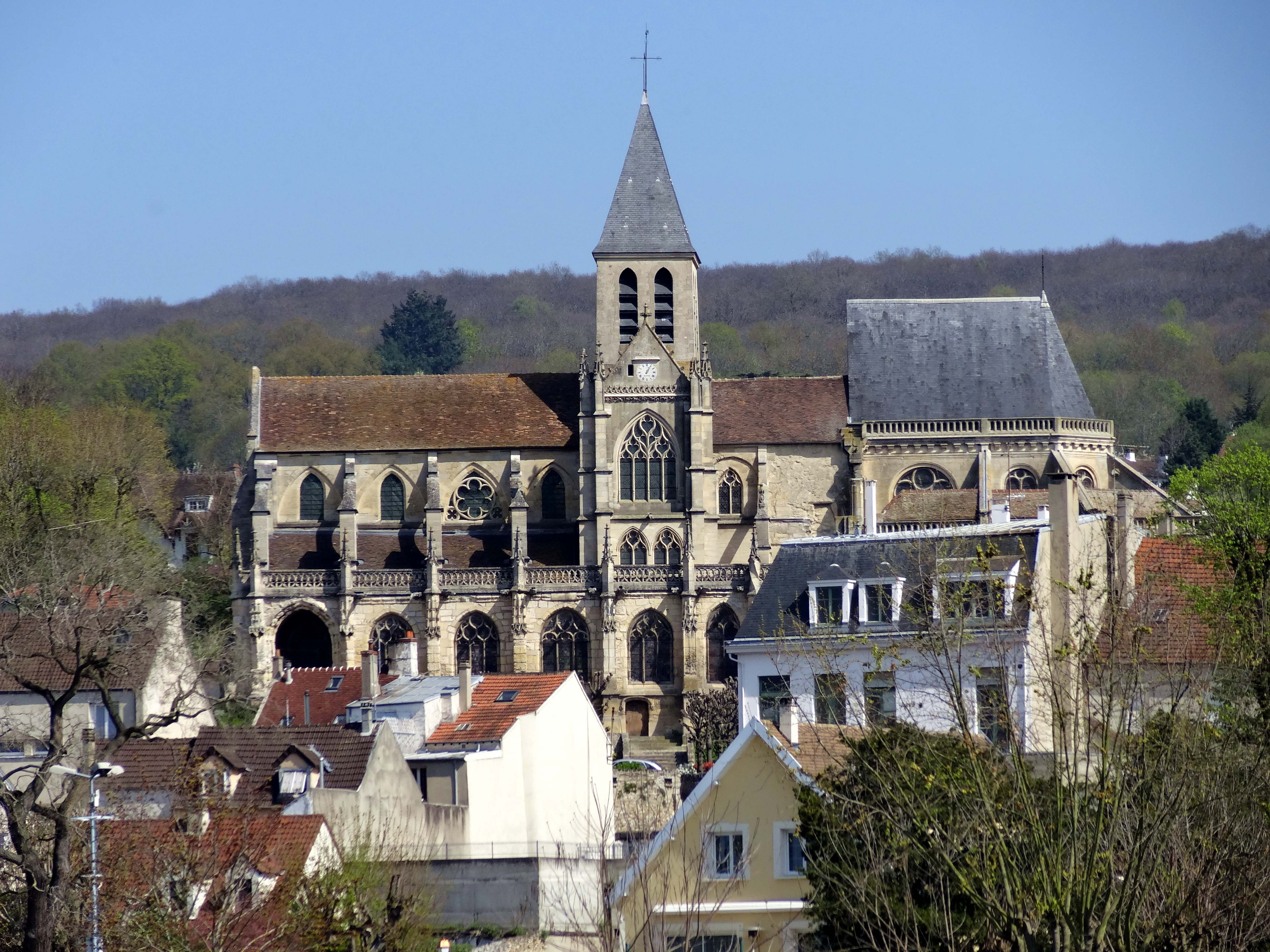
Blick von der Seine

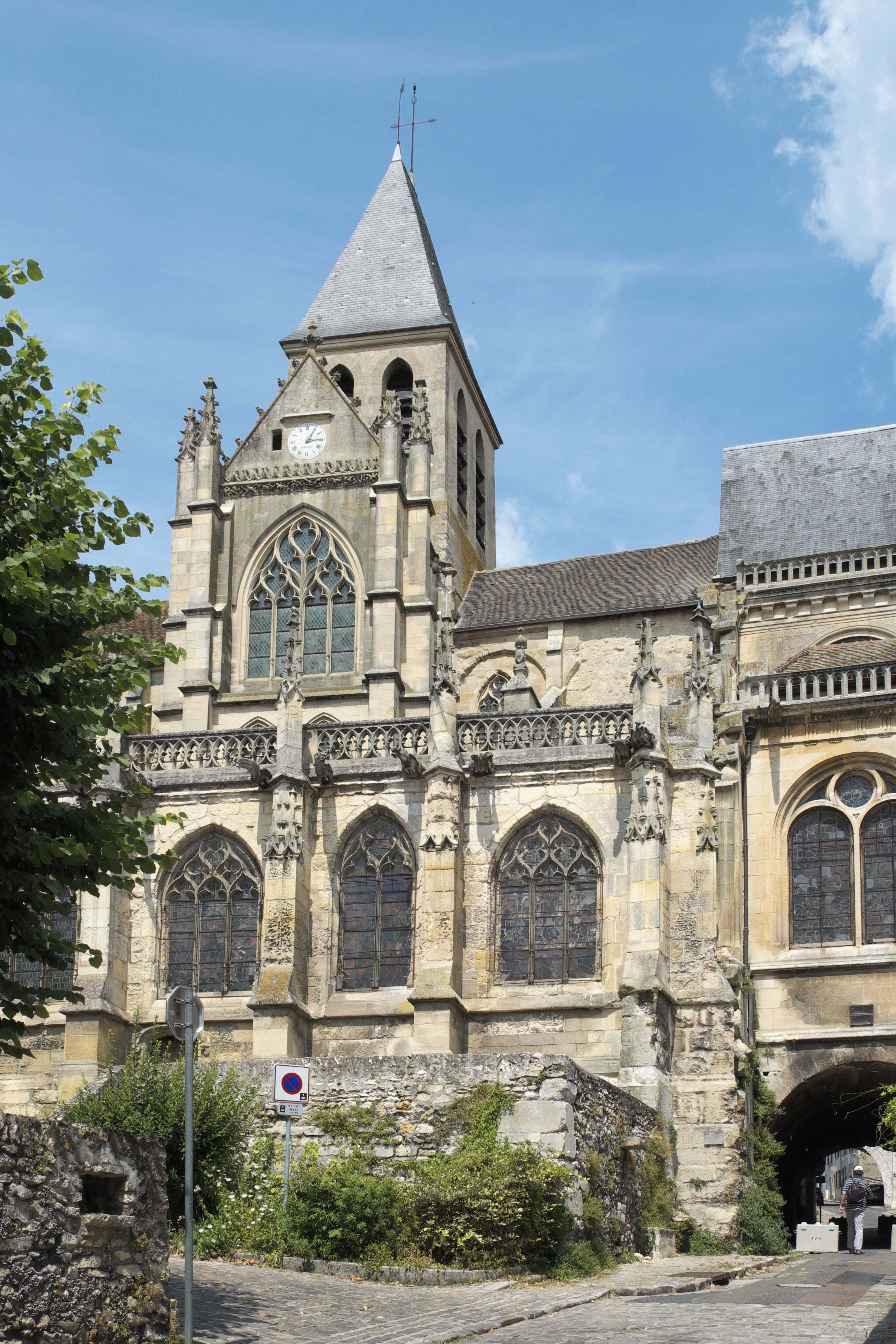
Ansicht von Süden

Die katholische Pfarrkirche Saint-Martin in Triel-sur-Seine, einer Gemeinde im Département Yvelines in der französischen Region Île-de-France, wurde in der ersten Hälfte des 13. Jahrhunderts nach dem Vorbild der Kathedrale Notre-Dame in Paris im Stil der Gotik errichtet. In der Kirche sind zahlreiche Bleiglasfenster aus dem 16. Jahrhundert erhalten. 1862 wurde die dem heiligen Martin geweihte Kirche als Monument historique in die Liste der Baudenkmäler (Base Mérimée) in Frankreich aufgenommen.

## Geschichte
Im 13. Jahrhundert wurden das dreischiffige Langhaus, die beiden einjochigen Querhausarme und der ursprüngliche Chor errichtet. Das Triforium und die Obergadenfenster des Mittelschiffs wurden Ende des 13. Jahrhunderts erneuert. Ende des 15. Jahrhunderts wurden im Süden ein weiteres Seitenschiff angefügt, das nördliche Seitenschiff verändert und im Nordosten, an den Chor und das Querhaus, die Kapelle der Confrérie de la Charité (Bruderschaft der christlichen Liebe) angebaut. Um 1550 errichtete man einen neuen Chor, der sich im Osten an den alten Chor anschloss, jedoch um ein Joch nach Norden verschoben war. Unter dem ersten Joch des neuen Chores verläuft ein alter Weg, chemin du Roi (Königsweg) genannt, von dem es einen Zugang zu der unter dem Chor liegenden Krypta gibt.

## Architektur

### Außenbau

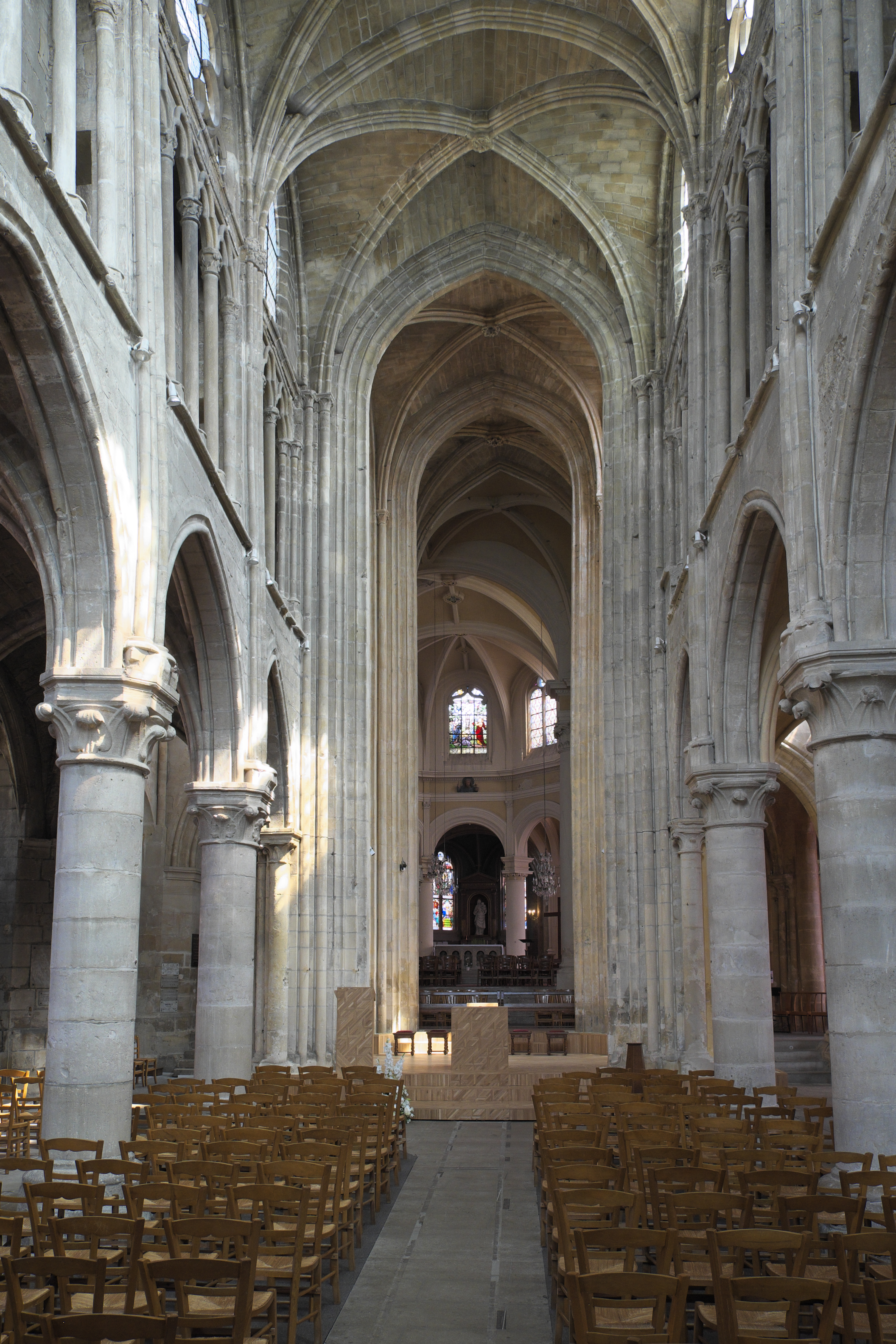
Innenraum

Über die Entstehungszeit des Vierungsturms ist nichts bekannt. Er ist mit einem Walmdach gedeckt und wurde 1910 restauriert.
Im Westen des südlichen Seitenschiffes befindet sich in einer offenen Vorhalle das Portal. Das Tympanon aus dem späten 15. Jahrhundert ist stark verwittert. Die holzgeschnitzten Türflügel wurden um 1530 geschaffen und im Stil der Renaissance mit Arabesken, Porträtmedaillons und dem Wappen der Familie Gallet verziert.

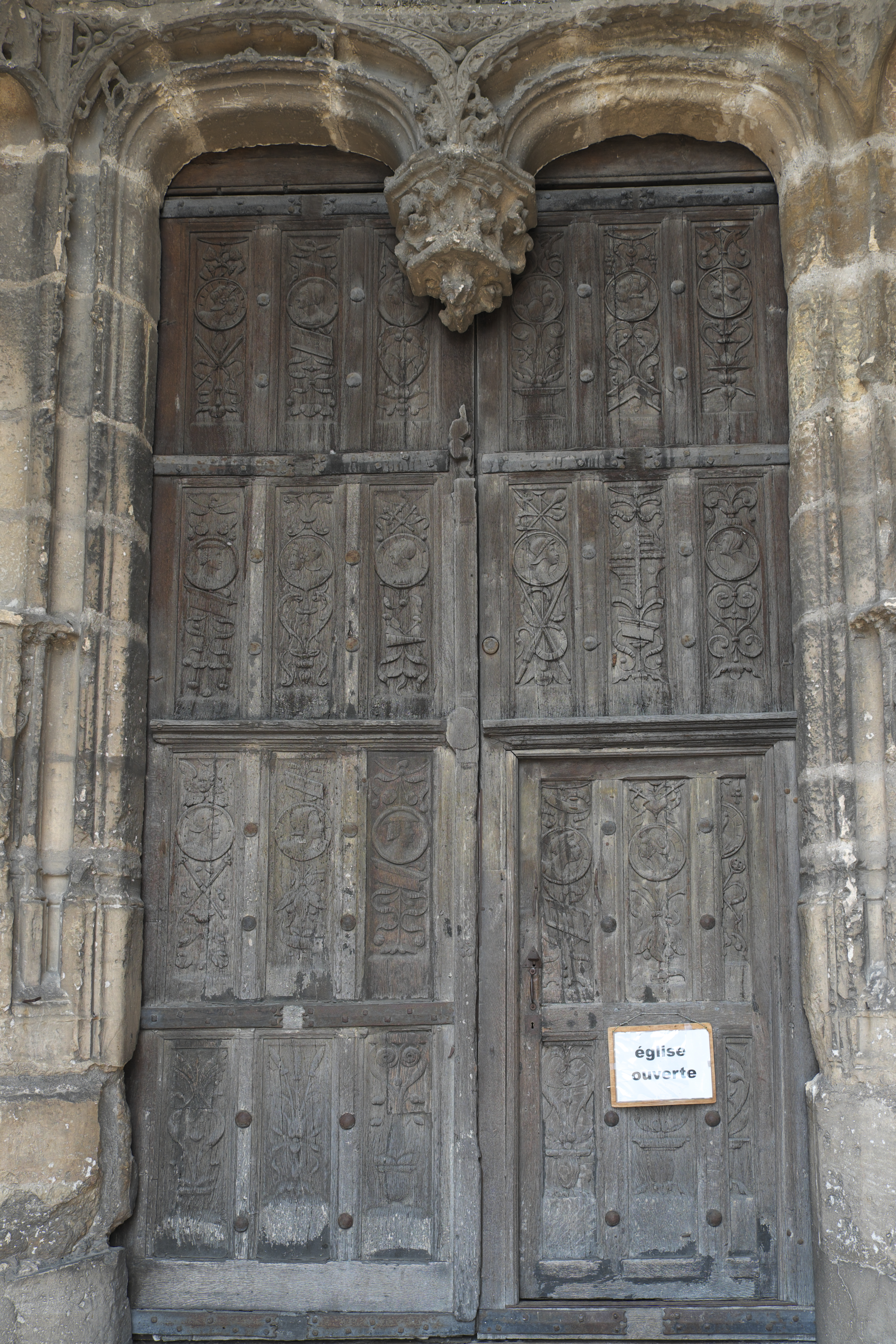
Südportal
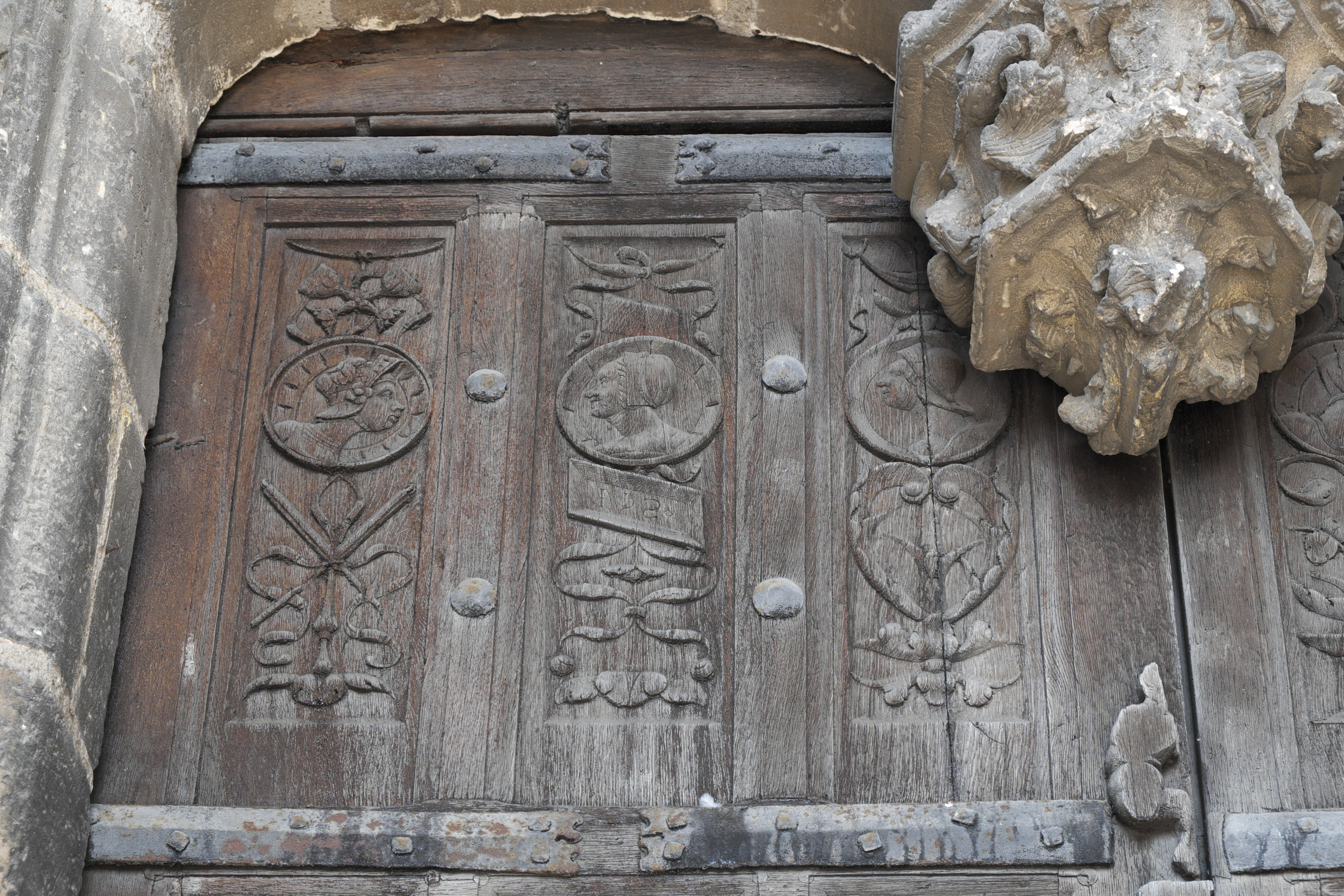
Linker Türflügel
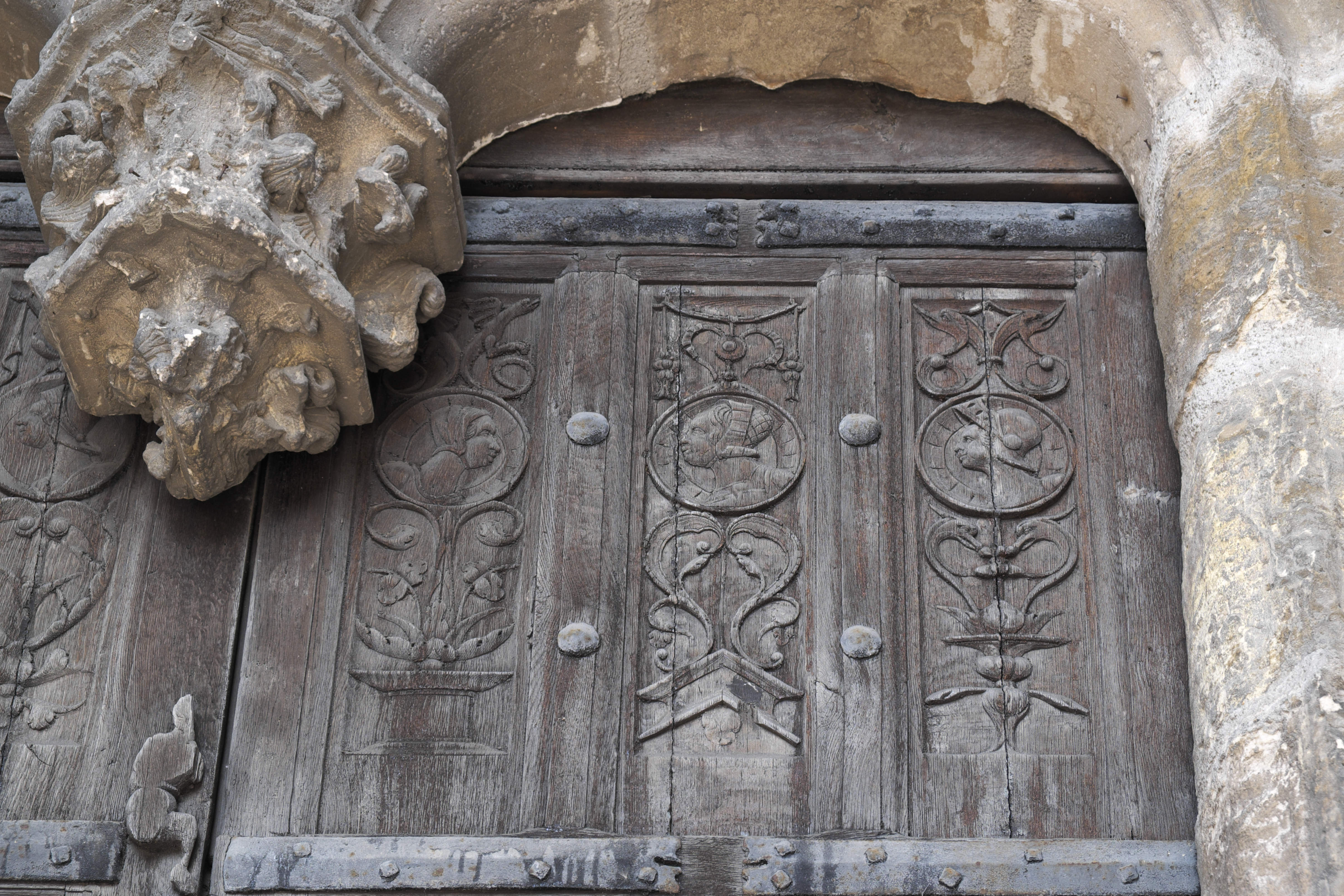
Rechter Türflügel

### Innenraum
Von der Kirche des 13. Jahrhunderts sind das Langhaus, die vier westlichen Joche des nördlichen Seitenschiffs und das erste südliche Seitenschiff erhalten. Die beiden Seitenschiffe besitzen noch ihr originales Gewölbe, im rechten Querhausarm ist das ursprüngliche Triforium erhalten.

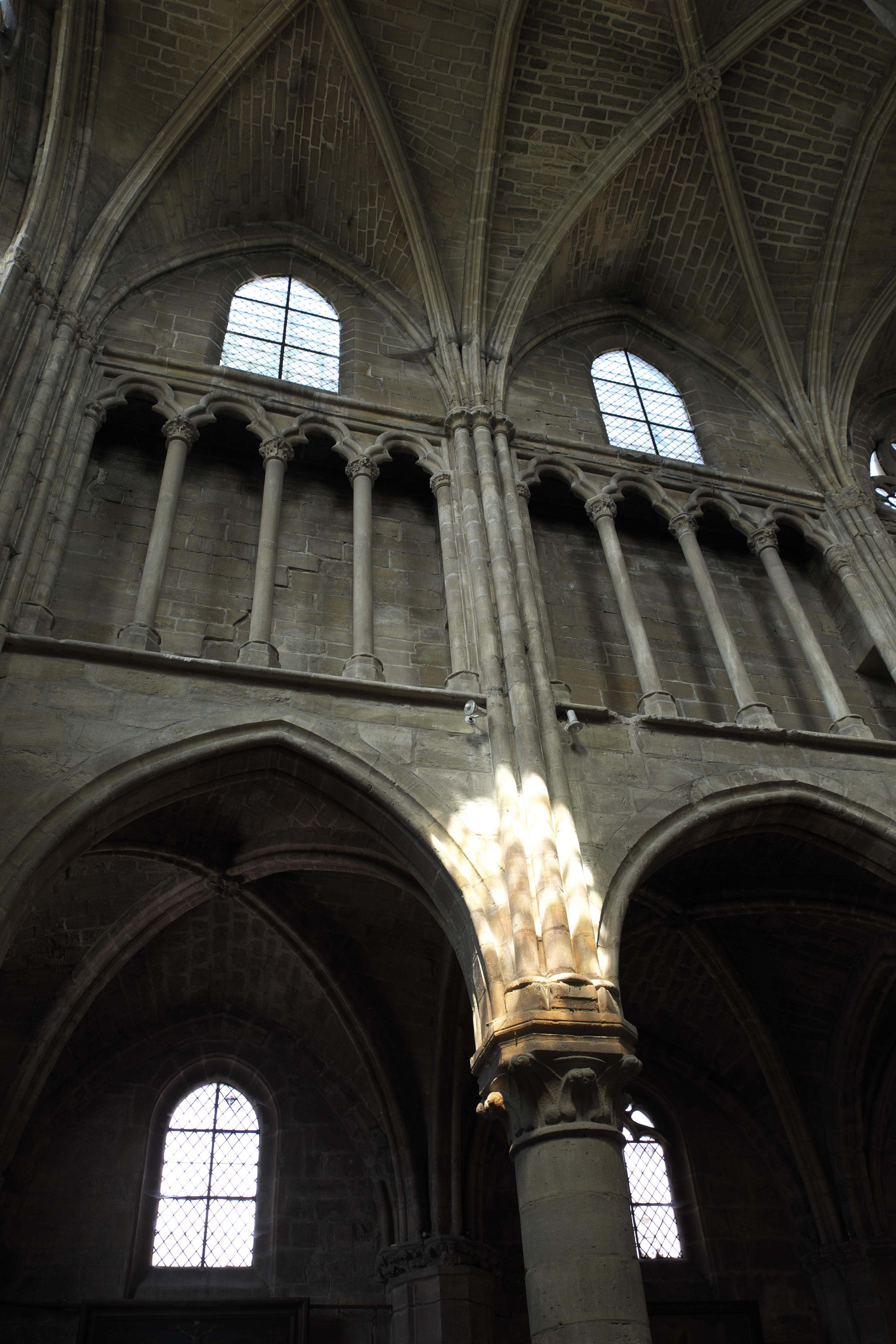
Triforium im Langhaus
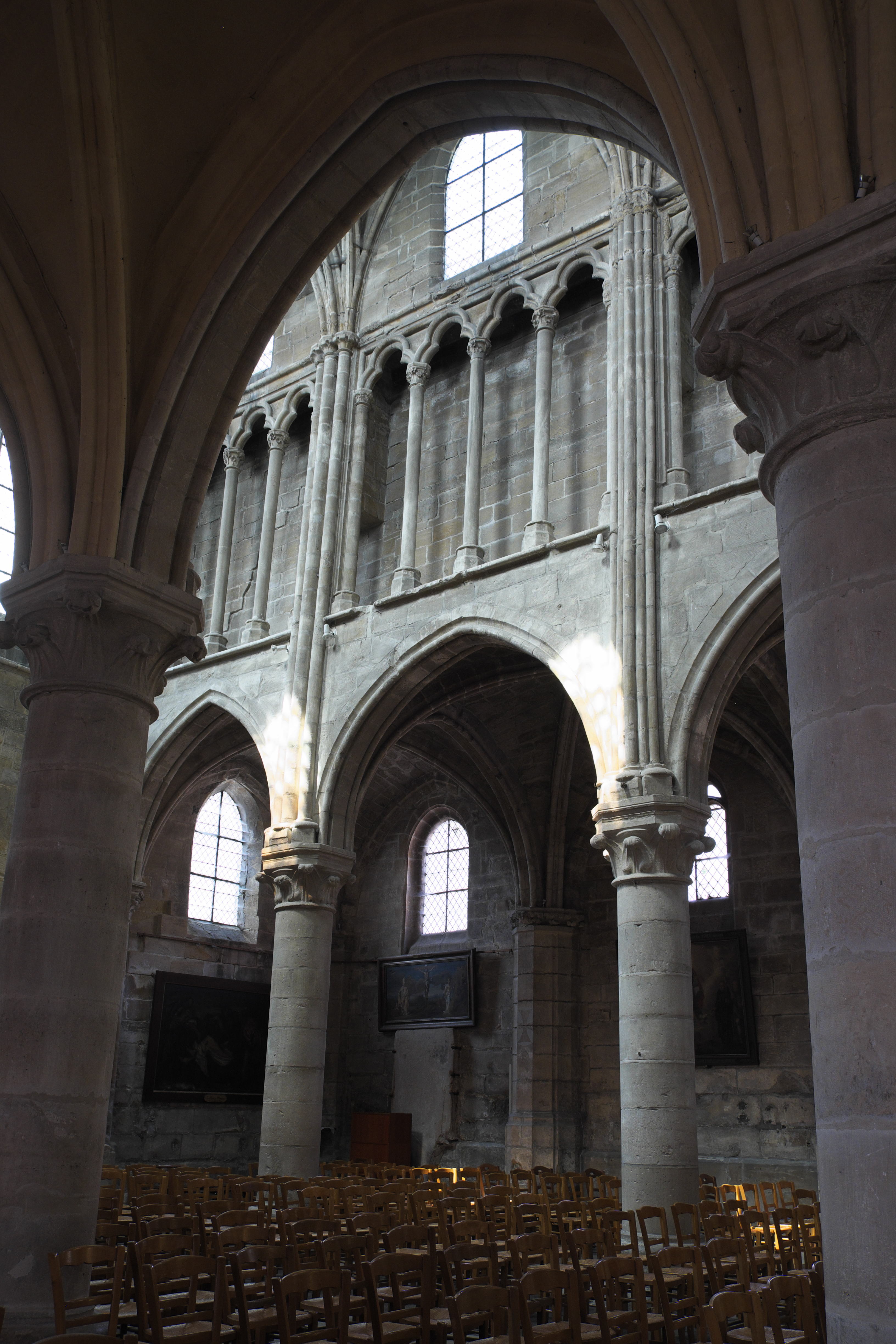
Triforium im Langhaus
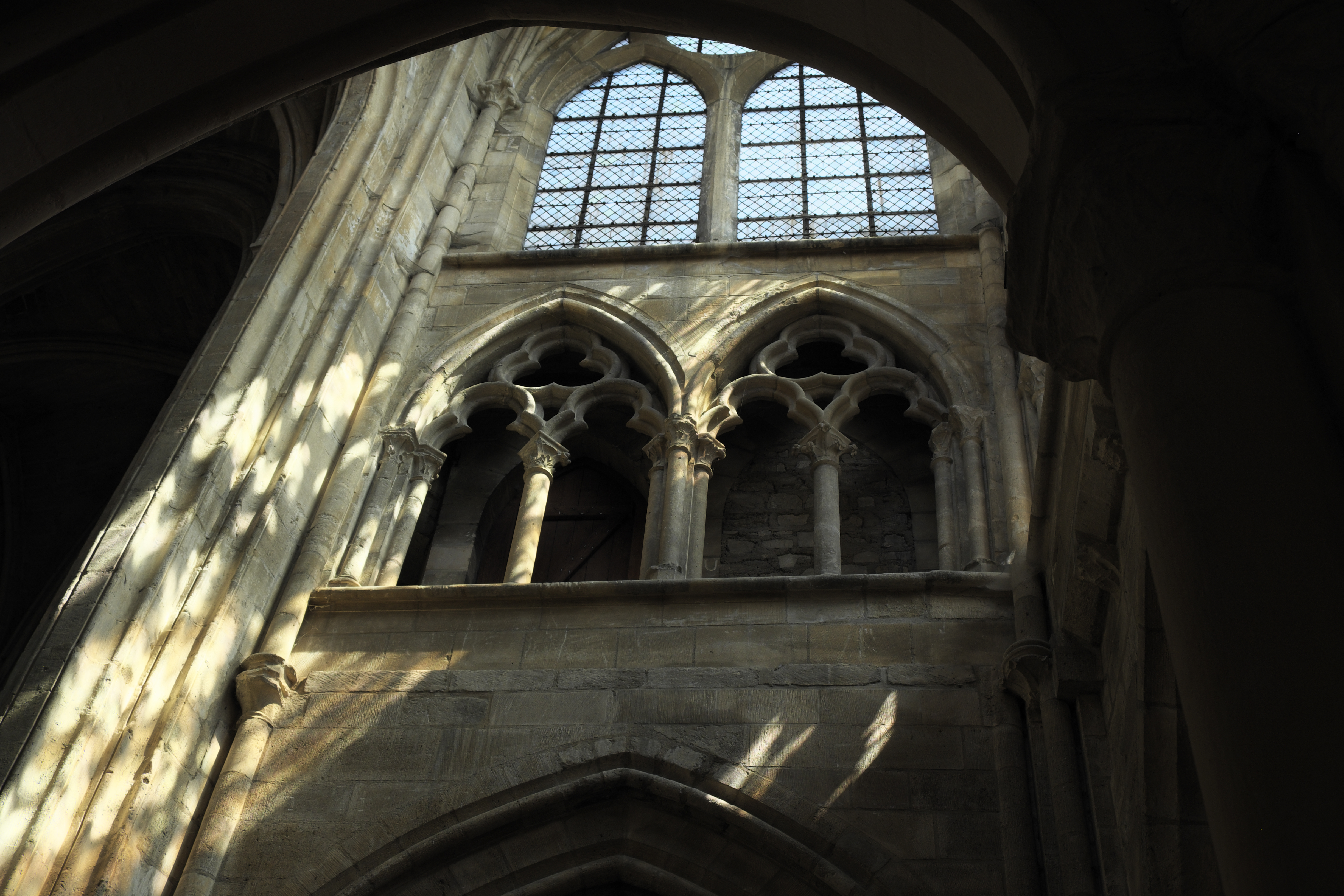
Triforium des südlichen Querhauses

## Bleiglasfenster
In der Kirche sind zahlreiche Fenster aus der Renaissance erhalten, die in die Zeit von 1520 bis in die 1550er Jahre datiert werden. Sie werden Werkstätten in Paris und in Beauvais zugeschrieben, in denen die Familie Pinaigrier und der Glasmaler Engrand Leprince und seine Söhne Jean und Nicolas tätig waren.
- Hühnerwunder (Fenster 3)

| Das Fenster erzählt die Geschichte eines unschuldig zum Tode Verurteilten, der mit seinen Eltern auf der Pilgerfahrt nach Santiago de Compostela in einer Herberge übernachtete. Weil die Magd von dem Sohn zurückgewiesen wurde, versteckte sie in seinem Gepäck eine kostbare Schale. Der Sohn wird des Diebstahls überführt und soll gehängt werden. Nach über dreißig Tagen kommen die Eltern von ihrer Pilgerfahrt zurück und finden den Sohn noch immer lebendig am Galgen hängend. Sie benachrichtigen den Richter, der am Mittagstisch sitzt und der den Eltern erwidert, ihr Sohn sei so lebendig wie das gebratene Huhn auf seinem Teller, worauf sich das Huhn vom Teller erhebt und mit den Flügeln flattert. In das Fenster ist auf der linken Seite oben die Jahreszahl 1554 eingeschrieben. Auf den unteren Scheiben ist ein Mönch, eine Heilige mit Schwert und der heilige Nikolaus dargestellt, der die drei Scholaren aus dem Salzfass rettet. - Der Unschuldige wird des Diebstahls überführt - Das gebratene Huhn flattert mit den Flügeln - Der Unschuldige wird vom Galgen genommen - Der Unschuldige übernachtet mit seinen Eltern in der Herberge - Heilige - Heiliger Nikolaus mit den drei Scholaren im Pökelfass |

- Verklärung Christi (Fenster 4)

| Auf dem Fenster der Verklärung Christi ist oben Gottvater dargestellt, von dem ein Spruchband mit der Inschrift „Hic est filius dilectus...“ (dies ist mein geliebter Sohn) ausgeht. Neben Jesus sind Moses und der Prophet Elias, über deren Häupter Engel schweben, dargestellt, darunter die Apostel Johannes, Petrus und Jakobus, zu dessen Füßen eine Muschel liegt. - Apostel Petrus - Apostel Johannes, Petrus, Jakobus (unten); Moses, Jesus und Elias (oben) - Engel |

- Heiliger Nikolaus und heiliger Maturinus (Fenster 5)

| Auf dem zweibahnigen Fenster sind unten Episoden der Legende des heiligen Nikolaus dargestellt. Die Szene links unten erinnert an das sogenannte Säuglingswunder, in der Szene links oben sieht man den heiligen Nikolaus, der drei goldene Kugeln durch das Fenster in das Haus einer armen Familie wirft, um deren Töchter vor der Prostitution zu bewahren. Die beiden rechten Scheiben zeigen das Eingreifen des Heiligen bei einem Seesturm. Auf den oberen Scheiben sind Szenen der Legende des heiligen Maturinus von Larchant dargestellt. In der linken Szene heilt er ein besessenes Mädchen, aus deren Körper ein Dämon entweicht, auf der rechten Seite sieht man, wie seine Eltern getauft werden. - Säuglingswunder des heiligen Nikolaus - Nikolaus wirft drei goldene Kugeln durch das Fenster - Rettung in Seenot durch den heiligen Nikolaus |

- Johannes der Täufer (Fenster 6)

| Auf den unteren Scheiben ist das Martyrium Johannes des Täufers dargestellt, auf den oberen Scheiben die Taufe Jesu. Im oberen Teil der beiden Lanzetten sieht man ein Schriftband mit der Inschrift: „TU ES FILIUS MEUS DILECTUS IN TE COMPLACUI“ (Du bist mein geliebter Sohn, an dem ich mein Wohlgefallen habe). Auf der Rundscheibe darüber schwebt die Taube des Heiligen Geistes. - Taufe Jesu - Martyrium Johannes des Täufers |

- Heiliger Sebastian (Fenster 7)

| Auf der unteren Ebene des dreibahnigen Fensters ist das Martyrium des heiligen Sebastian dargestellt, der von zwei Bogenschützen mit Pfeilen durchbohrt wird. Auf der oberen Ebene sieht man links den heiligen Rochus, in der Mitte den heiligen Martin, der seinen Mantel mit einem Bettler teilt, und rechts den heiligen Nikolaus mit den drei Scholaren, die er aus dem Pökelfass gerettet hat. Das Fenster ist mit der Jahreszahl 1557 bezeichnet. Aus der Inschrift unter dem heiligen Sebastian geht hervor, dass das Fenster von Thomas Mercier, einem Kaufmann aus Meulan, gestiftet wurde. - Heiliger Rochus - Heiliger Martin und der Bettler - Heiliger Nikolaus - Martyrium des heiligen Sebastian |

- Anbetung der Heiligen Drei Könige (Fenster 8)

| Das mittlere südliche Chorfenster mit der Darstellung der Anbetung der Heiligen Drei Könige wurde im 19. Jahrhundert geschaffen. Es ist mit der Jahreszahl 1869 bezeichnet und trägt die Signatur: „V. GUILBERT (PARIS)“. Nur die oberen Scheiben der Lanzetten und des Tympanons mit der Darstellung der Predigt Johannes des Täufers stammen noch aus dem 16. Jahrhundert. - Predigt Johannes des Täufers - Fragment - Fragment - Fragment |

- Wurzel Jesse (Fenster 9)

| Aus der Seite des liegenden Jesse wächst ein Baum, zwischen den Ästen sind Könige des Alten Testamentes, die Vorfahren Jesu, dargestellt. König David ist an seiner Harfe zu erkennen. Die Propheten Jesaja und Moses halten Spruchbänder in den Händen, die auf die Geburt des Messias verweisen. Das Fenster wird um 1550 datiert und dem Glasmaler Jean Leprince zugeschrieben. - König David - König - Jesse |

- Marientod (Fenster 10)

| Auf dem zweibahnigen Fenster ist der Tod Mariens inmitten der Apostel dargestellt. Wie aus der Inschrift am unteren Rand der rechten Lanzette hervorgeht, wurde das Fenster von den Einwohnern von Cheverchemont, heute ein Ortsteil von Triel, gestiftet. Auf der Rundscheibe des Tympanons ist die Marienkrönung zu sehen. - Marienkrönung - Marientod (Ausschnitt) - Marientod (Ausschnitt) |

- Ecce homo (Fenster 13)

| Im Maßwerk des Fensters befindet sich eine Ecce-homo-Darstellung. Die Engel auf den beiden seitlichen Scheiben halten die Geißelsäule und das Kreuz, darunter sieht man Sonne und Mond. Die mittleren Scheiben stellen Johannes den Täufer mit dem Lamm Gottes, die Bekehrung des heiligen Hubertus, dem im Geweih eines Hirsches der Gekreuzigte erscheint, und den heiligen Fiacrius dar. Auf den unteren Scheiben werden die Stifter präsentiert. - Ecce homo - Johannes der Täufer - Hirschgeweih mit Christus am Kreuz - Heiliger Fiacrius - Mond - Engel mit Geißelsäule - Stifterpaar - Putto |

- Gastmahl bei Simon dem Pharisäer (Fenster 14)

| Eines der bedeutendsten Fenster der Kirche ist das Fenster mit der Darstellung des Gastmahls bei Simon dem Pharisäer, das um 1520 datiert wird. Die Szene ist mit dem letzten Abendmahl vergleichbar. Sie unterscheidet sich allerdings durch die Präsenz von Maria Magdalena zu Füßen Jesu. - Apostel - Jesus und Apostel - Maria Magdalena - Engel mit Kreuz - Engel mit Geißelsäule - Engel mit Wappen |

- Einzug in Jerusalem (Fenster 18)

| Das Fenster mit der Darstellung des Einzugs in Jerusalem wird um 1530 datiert. Im Maßwerk sind Engel mit kostbaren Kleidern dargestellt. Die mittlere Lanzette zeigt Jesus auf einer Eselin reitend, darüber in einem Baum sitzend Zachäus. - Engel im Maßwerk - Einzug in Jerusalem - Einzug in Jerusalem |

- Fenster 20

| Das dreibahnige Fenster ist mit dekorativen Bordüren verziert. Eine Rundscheibe, in Grisaille mit Silberlot ausgeführt, zeigt eine weibliche Figur mit Zepter und Schild, eine allegorische Darstellung der Tapferkeit (Fortitudo). Sie sitzt auf einem Thron, unter ihren Füßen liegt der besiegte Feldherr Holofernes. Auf den Ansätzen der Lanzetten sind Fragmente von Architekturdarstellungen enthalten. Im Tympanon sind musizierende Engel und eine Szene mit Jesus und den Aposteln dargestellt. Auf zwei Scheiben sieht man Spruchbänder mit der Inschrift: „au commencement était le verbe“ (am Anfang war das Wort). - Allegorie der Tapferkeit - Bordüre - Tympanon - Engel |

- Kreuzigungsfenster im Seitenschiff (Fenster 22)

| Das Fenster mit der Darstellung der Kreuzigung Christi im südlichen Seitenschiff stammt aus der Zeit um 1550. Rechts vom Kreuz stehen Maria (Stabat mater) und der Apostel Johannes, links der Soldat Longinus mit der Heiligen Lanze. Maria Magdalena umklammert kniend das Kreuz. Auf den kleinen Scheiben des Maßwerks sieht man den Judaskuss und den Apostel Petrus, der Malchus mit seinem Schwert ein Ohr abschlägt, die schlafenden Jünger am Ölberg und die Verhöhnung Jesu. - Stabat Mater - Kreuzigung - Longinus - Judaskuss - Jesus und die schlafenden Jünger am Ölberg - Verspottung Jesu |

- Auferstehung (Fenster 24)

| Ein weiteres Fenster aus der Zeit um 1550 stellt die Auferstehung Christi dar. In den Scheiben des Maßwerks sind die Geißelung, die Dornenkrönung und die Verurteilung durch Pontius Pilatus zu sehen. - Geißelung - Dornenkrönung - Verurteilung durch Pontius Pilatus |

- Kreuzigungsfenster im Chor

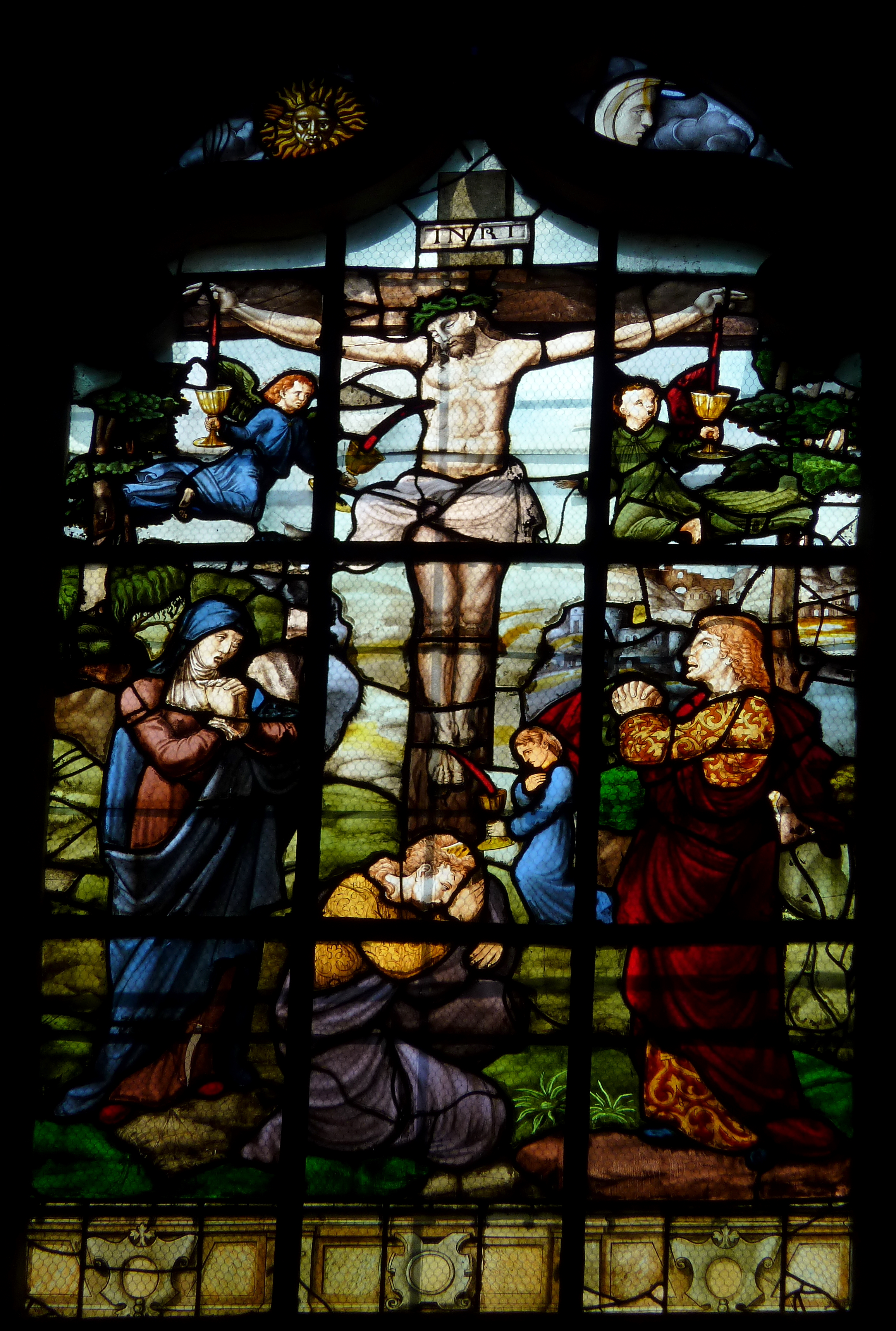
Kreuzigung

Ein weiteres Fenster mit der Darstellung der Kreuzigung Christi befindet sich an der Hochwand des Chors. Aus den Wunden Jesu fließt Blut, das von Engeln in Schalen aufgefangen wird. Rechts vom Kreuz steht Maria, links der Apostel Johannes. Am Fuße des Kreuzes kniet Maria Magdalena.

## Ausstattung
- Die farbig gefasste Steinskulptur des heiligen Vinzenz ist eine Arbeit aus dem späten 15. oder frühen 16. Jahrhundert.[3]
- Die steinerne Figur eines Hohepriesters stammt aus dem 16. Jahrhundert.[4]
- Die weiß gefasste Figur der Madonna mit Kind mit moderner Vergoldung wird in das späte 16. oder frühe 17. Jahrhundert datiert. Maria trägt eine goldene Krone auf dem Haupt, auf dem in Gold gefassten Saum ihres Gewandes kann man in goldenen Buchstaben die Inschrift lesen: „AVE DOMINA ANGELORUM“ (Gegrüßet seist Du Herrin der Engel). In der rechten Hand hält sie einen Granatapfel, auf ihrem linken Arm sitzt das Jesuskind, das mit einer Taube spielt, die an einer Beere pickt.[5]
- Aus dem 18. Jahrhundert stammt auch die Marmorskulptur einer sitzenden Frau mit Kind.[6]
- Das aus zwei Schalen bestehende Taufbecken wird ebenfalls ins 18. Jahrhundert datiert. Der hölzerne Deckel stammt aus neuerer Zeit. Das größere Becken wurde für die Taufe genutzt, das kleinere diente zur Aufbewahrung des geweihten Wassers. Am oberen Rand der größeren Schale ist die Inschrift eingemeißelt: „NISI QUIS RENATUS FUERIT EX AQUA ET SPIRITU SANCTO NON POTEST INTROIRE IN REGNUM DEI“ (Wer nicht aus dem Wasser und dem Heiligen Geist wiedergeboren wird, kann nicht in das Reich Gottes eingehen).[7]
- Das schmiedeeiserne, teilweise vergoldete Lesepult stammt aus dem 17. Jahrhundert.[8]

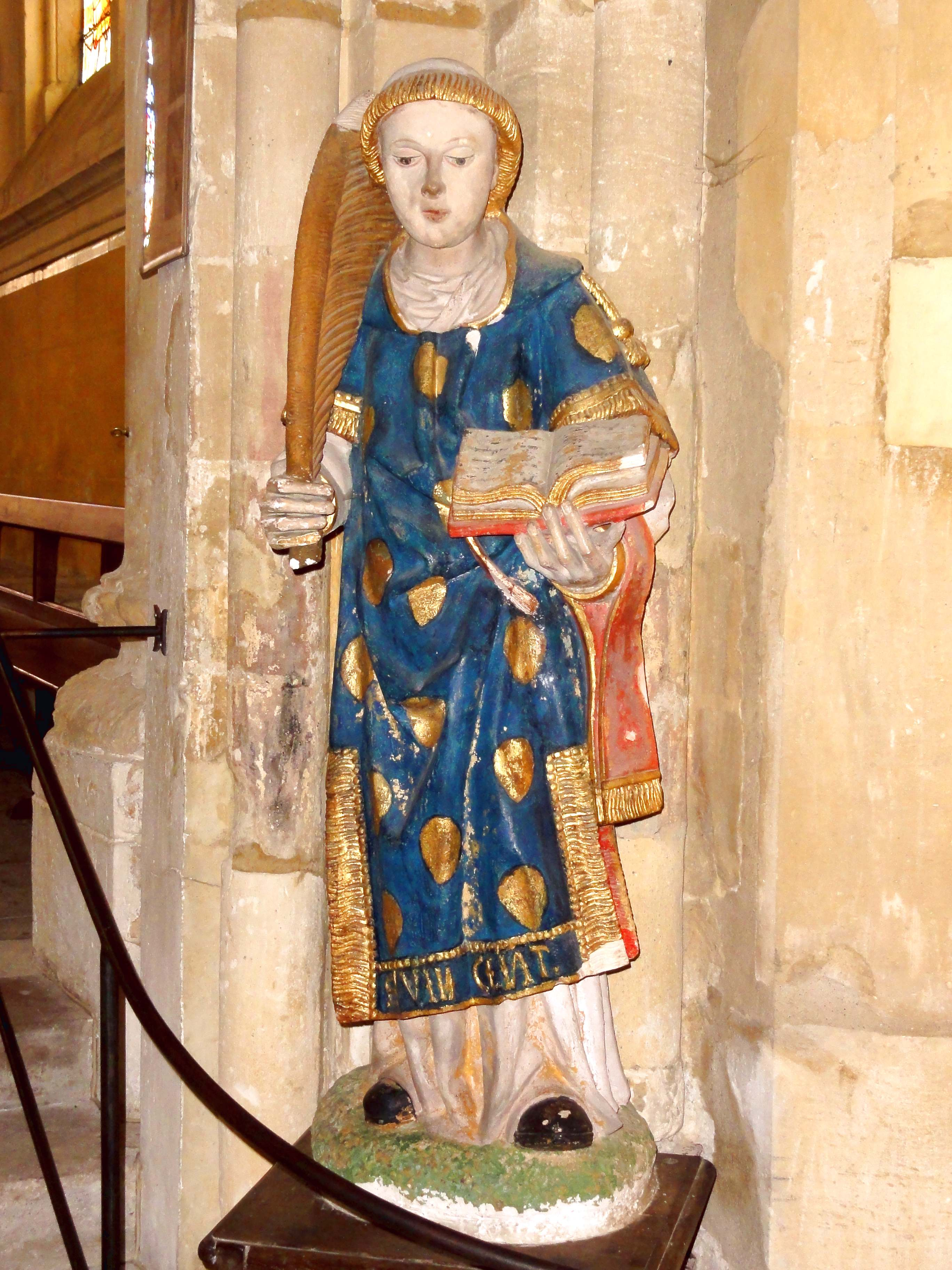
Heiliger Vinzenz, 15./16. Jahrhundert
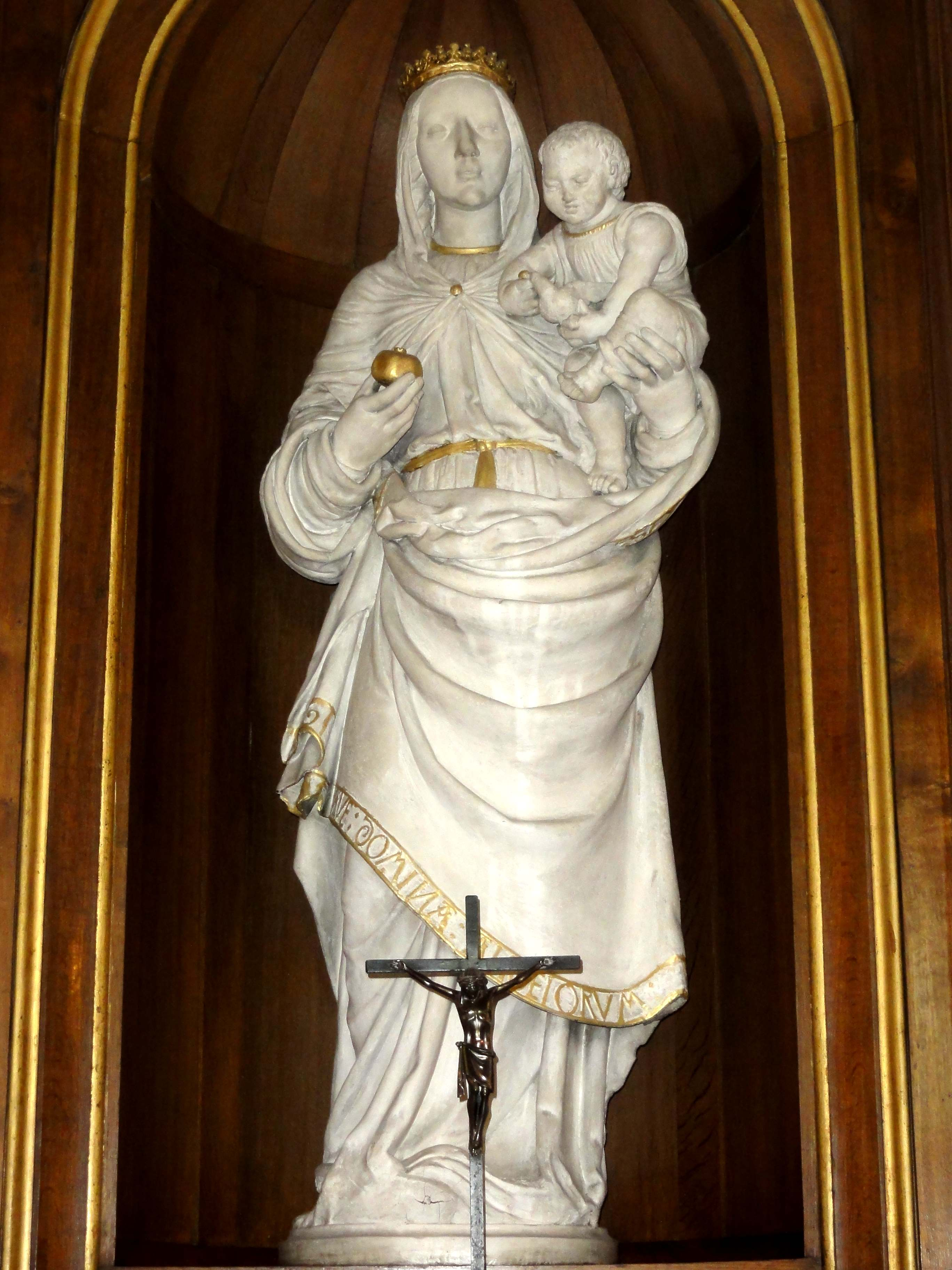
Madonna mit Kind, 16./17. Jahrhundert
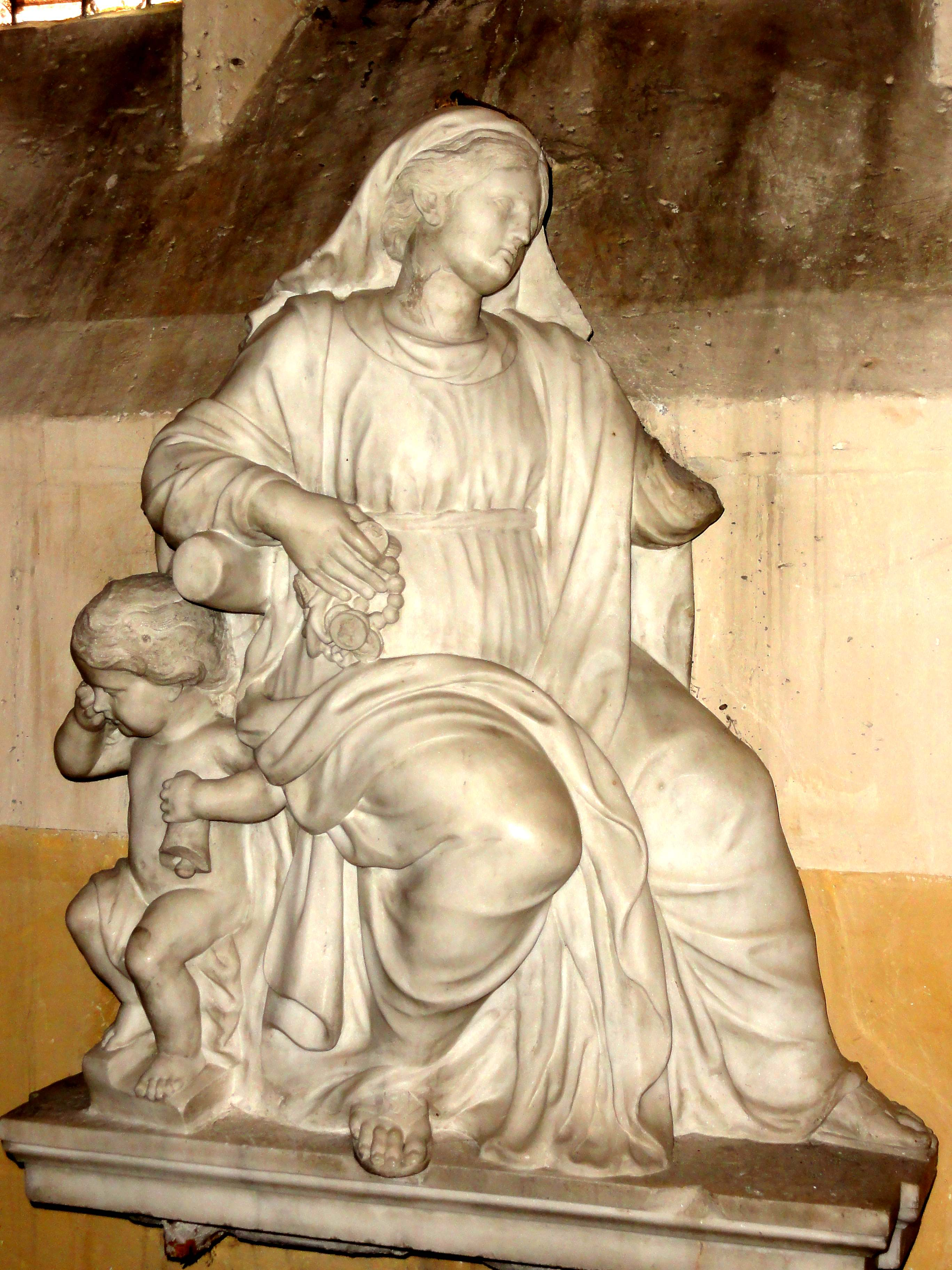
Sitzende Frau mit Kind, 18. Jahrhundert
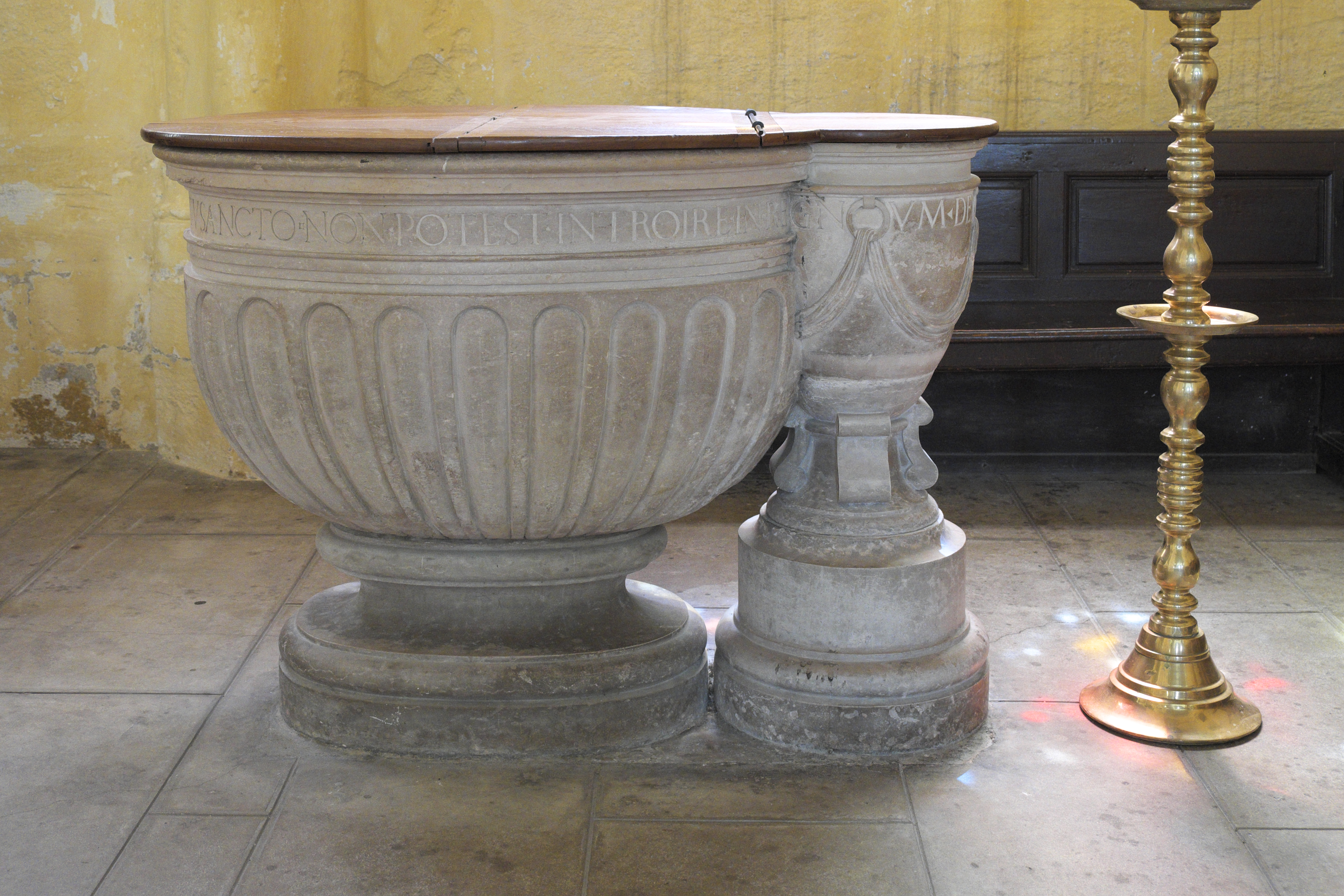
Taufbecken, 18. Jahrhundert